# 1976 en Inde
Chronologie de l'Inde
- 1972
- 1973
- 1974
- 1975
- 1976
- 1977
- 1978
- 1979
- 1980

Cette page concerne les évènements survenus en 1976 en Inde :

## Évènement
- Poursuite de l'État d'urgence (fin le 21 mars 1977)
- 16 avril : Une initiative de planification familiale implique la vasectomie de milliers d'hommes et la ligature des trompes de femmes, soit contre paiement, soit dans des conditions coercitives. L'âge minimum du mariage est également relevé à 21 ans pour les hommes et 18 ans pour les femmes. Le fils de la Première-ministre de l'époque, Indira Gandhi, Sanjay Gandhi, est en grande partie responsable de ce qui s'est avéré être un programme raté[1]. Une forte réaction contre toute initiative associée au planning familial suit ce programme très controversé, qui se poursuit (en partie) au XXIe siècle[2].
- 1er mars : Affaire Rajan (en)
- 18 avril : Démolition de la porte Turkman et émeutes (en)
- 30 août : Quarante et unième amendement de la Constitution de l'Inde (en)
- 12 octobre : Le vol Indian Airlines 171 s'écrase à Bombay lors d'une tentative d’atterrissage d'urgence.
- 2 novembre : Quarante deuxième amendement de la Constitution de l'Inde (en)

## Cinéma
- 23e cérémonie des Filmfare Awards
- 24e cérémonie des National Film Awards (en)
- Sortie de film :
  - Bala
  - Chitchor
  - Kabhi Kabhie
  - Manthan
  - Rojavin Raja

## Sport
- Championnat d'Asie de badminton (en) à Hyderabad.